# Río das Mortes
El río das Mortes (que en español, significa «río de las Muertes»), también conocido como el río Manso en su curso alto, es un río de Brasil que discurre íntegramente por el estado de Mato Grosso. Pertenece a la cuenca del Tocantins-Araguaia y es el principal afluente del río Araguaia, al que le da sus aguas por la margen izquierda, y por lo tanto, es también un subafluente del río Tocantins y del río Pará. Tiene una longitud de 850 km y una profundidad mínima de 0,8 m.
Gracias a la pureza de sus aguas, el río das Mortes se convirtió en uno de los mayores atractivos para el ecoturismo en la región.

## Origen del nombre
El río debe su nombre de río de las Muertes a los indios xavantes, debido a los intensos combates que tuvieron lugar en sus orillas entre los ellos y los bandeirantes portugueses. (No debe confundirdr con el homónimo río das Mortes que baña el estado de Minas Gerais y es un afluente del río Grande, cuyo principal afluente es el río Carandaí y que desemboca a la altura de São João del-Rei).

## Geografía
El río das Mortes nace a menos de cien kilómetros al este de la ciudad de Cuiabá y a un centenar de kilómetros al suroeste de las fuentes del río Xingu. Después de recorrer unos cincuenta kilómetros en dirección noreste, se encamina hacia el este, acercándose a al río Araguaiaen ese tramo es el límite estatal con Goiás. En ese tramo recibe a los ríos Sapé y Cumbuco y luego pasa por el Área Indígena Sangradouro. Alcanza la pequeña localidad de Toricoeije, antes de ser el límite occidental de la Reserva Indígena São Marcos y dirigirse al norte, discurriendo en paralelo al Araguaia. Tras recibir al río Barbosa, sigue por Nova Xavantina, una pequeña ciudad que es la más poblada de todo su curso (19.475 hab. en 2010). Es de nuevo límite del Área Indígena Areoes, un tramo en el que recibe al río Pindaíba. A partir de aquí discurre por un área inundable, pantanosa, en la que recibe a los ríos Mangarura dos Antigos y Caruru, siendo en este tramo nuevamente el límite del Área Indígena Pimentel Barbosa. Emprende su tramo final recibiendo al principal de sus afluentes, el Río São João, y después de una distancia total de unos 800 km, termina desembocando, por la orilla izquierda en el Araguaia, a la altura de la gran isla del Bananal, unos 7 km aguas arriba de São Félix do Araguaia (10.531 hab. en 2010).
El río das Mortes es famoso por la pureza de sus aguas y la alta calidad de su ecosistema, considerándose a veces el tercer río del mundo por su estado natural. Casi el 40% de su curso se lleva a cabo en zonas de reserva ecológica en las que se permite la entrada sólo con la aprobación previa de los organismos brasileños competentes, como la FUNAI o el IBAMA. La pendiente del río das Mortes es baja, el lecho es de arena y la fluctuación del nivel del agua,entre entrante y saliente, es muy importante. Las aguas altas se producen entre diciembre y mayo y el estiaje es máximo en los meses de septiembre u octubre.

### Municipios bañados
El río atraviesa los siguientes municipios:
- Campo Verde
- Primavera do Leste
- Novo São Joaquim
- Nova Xavantina
- Cocalinho
- São Félix do Araguaia

## Hidrometria
El caudal del río ha sido observado durante 18 años (1969-86) en Santo Antonio do Leverger, una pequeña ciudad localizada a unos 100 km de su confluencia con el río Araguaia. El caudal medio anual y el módulo observado en Santo Antonio durante ese período fue de 868 m³/s para una cuenca de 55 346 km², más del 90% del total de la cuenca del río.
La lámina de agua que fluye en esa parte, la más importante de la cuenca del río, alcanzó los 494 mm/año, que puede considerarse alta, pero en consonancia con los valores observados en la región.
El río das Mortes es curso de agua bastante regular, con un período de estiaje largo, de casi seis meses, de junio a noviembre, lo que corresponde a la estación seca del invierno austral.  El caudal medio mensual de los meses del período de aguas bajas es inferior en cinco veces al caudal medio mensual del período de crecidas (de septiembre: 372 m³/s - febrero: 1666 m³/s). En el período de observación de 18 años, el caudal mensual mínimo fue de 218 m³/s (septiembre), mientras que el caudal mensual máximo ascendió a 3084 m³/s y fue observado en febrero.
| Caudal medio mensual del río das Mortes en la estación hidrométrica de anto Antonio do Leverger (Datos calculados en 18 años, 1969-86, en m³/s) |
| |